# Jean-Lesage (circonscription provinciale)
Pour les articles homonymes, voir Jean Lesage (homonymie).
Circonscription électorale provinciale du Canada
Jean-Lesage est une circonscription électorale provinciale du Québec située dans la ville de Québec. 
La population électorale de la circonscription était de 46 396 électeurs en 2017, pour une population totale de 59 825 citoyens.  D'un revenu moyen de 32 953 $, sa population à faible revenu était de 24,5 %. La superficie totale est d'environ 23,2 km2. Elle porte le nom de l'ancien premier ministre du Québec Jean Lesage.

## Histoire
En 1861, le district électoral de la ville de Québec qui envoyait trois députés au Parlement de la Province du Canada est divisé en trois circonscriptions: Québec-Centre, Québec-Ouest et Québec-Est. Cette dernière existe jusqu'en 1966, lorsqu'elle prend le nom de Limoilou, du nom du quartier qui composait l'essentiel de son territoire. Limoilou est à son tour renommée Jean-Lesage avant les élections de 2003 et acquiert en même temps une partie du territoire de la circonscription voisine de Montmorency.  Les électeurs de la circonscription de Jean-Lesage ont pu se rendre aux urnes et élire leur premier député le 14 avril 2003.
Le redécoupage de la carte électorale de 2011 a ajouté les 11 561 électeurs du secteur du Vieux-Limoilou à la circonscription de Jean-Lesage, qui faisaient auparavant partie de la circonscription de Taschereau. 

## Territoire et limites
Les limites de la circonscription comprennent le territoire de l'arrondissement de La Cité-Limoilou situé au nord de la rivière Saint-Charles ainsi que la partie ouest de l'arrondissement de Beauport, délimité par l'avenue Saint-David, l’autoroute Félix-Leclerc et la rivière Beauport.

## Liste des députés
| Législature                                      | Années       | Député | Député                 | Parti               |
| ------------------------------------------------ | ------------ | ------ | ---------------------- | ------------------- |
| Jean-Lesage Créée depuis Limoilou et Montmorency |              |        |                        |                     |
| 37e                                              | 2003–2007    |        | Michel Després         | Libéral             |
| 38e                                              | 2007–2008    |        | Jean-François Gosselin | Action démocratique |
| 39e                                              | 2008–2012    |        | André Drolet           | Libéral             |
| 40e                                              | 2012–2014    |        | André Drolet           | Libéral             |
| 41e                                              | 2014–2018    |        | André Drolet           | Libéral             |
| 42e                                              | 2018–2022    |        | Sol Zanetti            | Québec solidaire    |
| 43e                                              | 2022–présent |        | Sol Zanetti            | Québec solidaire    |

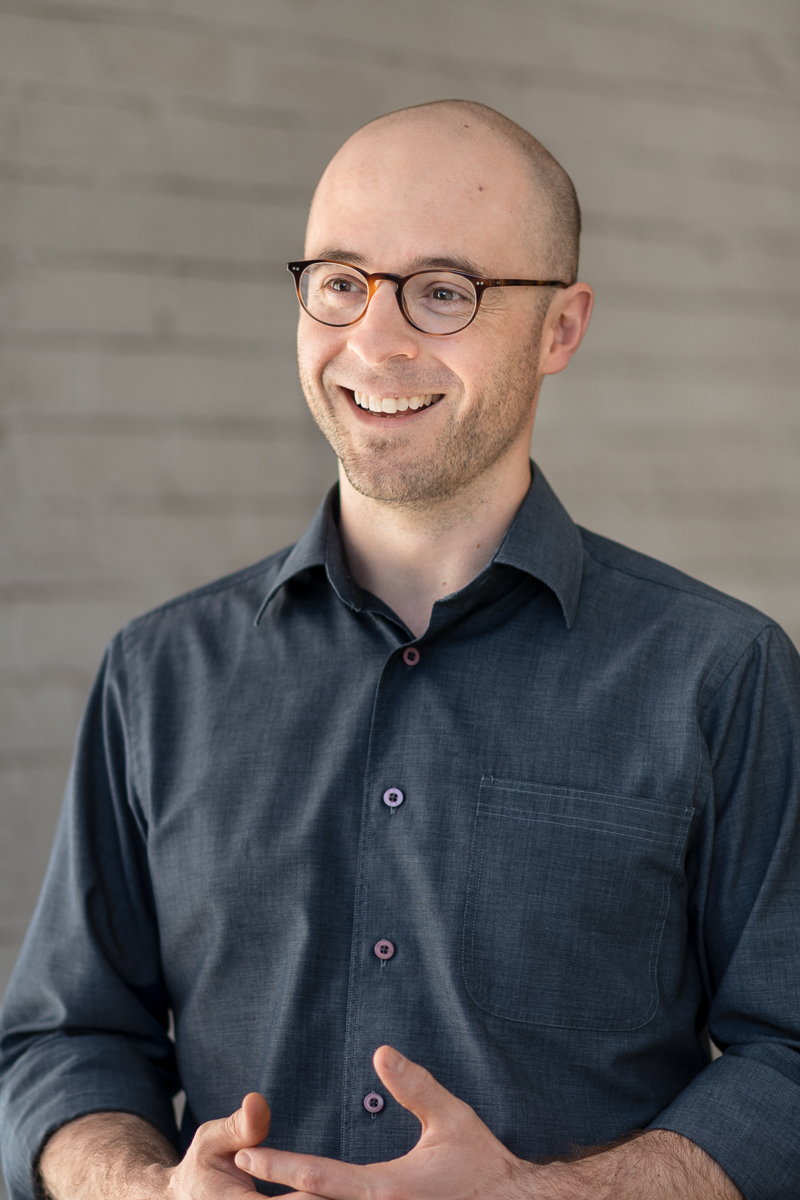
Sol Zanetti est député de Jean-Lesage depuis 2018 pour Québec solidaire.

## Résultats électoraux

### Évolution pour les principaux partis
| |
| - Parti libéral - Parti québécois - Action démocratique - Québec solidaire - Coalition avenir - Parti conservateur |

### Résultats détaillés
|                                                                                               | Nom                         | Parti              | Nombre de voix | %      | Maj.  |
| --------------------------------------------------------------------------------------------- | --------------------------- | ------------------ | -------------- | ------ | ----- |
|                                                                                               | Sol Zanetti (sortant)       | Québec solidaire   | 11 390         | 37,8 % | 1 964 |
|                                                                                               | Christiane Gamache          | Coalition avenir   | 9 426          | 31,3 % | -     |
|                                                                                               | Denise Peter                | Conservateur       | 4 258          | 14,1 % | -     |
|                                                                                               | Michaël Potvin              | Parti québécois    | 3 337          | 11,1 % | -     |
|                                                                                               | Charles Robert              | Libéral            | 1 326          | 4,4 %  | -     |
|                                                                                               | Félix-Antoine Bérubé-Simard | Vert               | 237            | 0,8 %  | -     |
|                                                                                               | Mario Ledoux                | Climat Québec      | 67             | 0,2 %  | -     |
|                                                                                               | Claude Moreau               | Marxiste-léniniste | 57             | 0,2 %  | -     |
|                                                                                               | Lucie Perreault             | Démocratie directe | 56             | 0,2 %  | -     |
| Total                                                                                         | Total                       | Total              | 30 154         | 100 %  |       |
| Le taux de participation lors de l'élection était de 67,3 % et 419 bulletins ont été rejetés. |                             |                    |                |        |       |

|                                                                                               | Nom                       | Parti               | Nombre de voix | %      | Maj. |
| --------------------------------------------------------------------------------------------- | ------------------------- | ------------------- | -------------- | ------ | ---- |
|                                                                                               | Sol Zanetti               | Québec solidaire    | 10 331         | 34,7 % | 699  |
|                                                                                               | Christiane Gamache        | Coalition avenir    | 9 632          | 32,4 % | -    |
|                                                                                               | Gertrude Bourdon          | Libéral             | 5 335          | 17,9 % | -    |
|                                                                                               | Claire Vignola            | Parti québécois     | 2 774          | 9,3 %  | -    |
|                                                                                               | Anne Deblois              | Conservateur        | 520            | 1,7 %  | -    |
|                                                                                               | Raymond Côté              | NPD Québec          | 399            | 1,3 %  | -    |
|                                                                                               | Alex Paradis-Bellefeuille | Vert                | 343            | 1,2 %  | -    |
|                                                                                               | Charles Verreault-Lemieux | Parti nul           | 192            | 0,6 %  | -    |
|                                                                                               | Marie-Pierre Deschênes    | Citoyens au pouvoir | 149            | 0,5 %  | -    |
|                                                                                               | Nicolas Bouffard-Savoie   | Équipe autonomiste  | 52             | 0,2 %  | -    |
|                                                                                               | Claude Moreau             | Marxiste-léniniste  | 44             | 0,1 %  | -    |
| Total                                                                                         | Total                     | Total               | 29 771         | 100 %  |      |
| Le taux de participation lors de l'élection était de 65,8 % et 548 bulletins ont été rejetés. |                           |                     |                |        |      |

|                                                                                               | Nom                    | Parti              | Nombre de voix | %      | Maj.  |
| --------------------------------------------------------------------------------------------- | ---------------------- | ------------------ | -------------- | ------ | ----- |
|                                                                                               | André Drolet (sortant) | Libéral            | 11 645         | 37,3 % | 4 214 |
|                                                                                               | Émilie Foster          | Coalition avenir   | 7 431          | 23,8 % | -     |
|                                                                                               | Pierre Châteauvert     | Parti québécois    | 6 998          | 22,4 % | -     |
|                                                                                               | Sébastien Bouchard     | Québec solidaire   | 3 626          | 11,6 % | -     |
|                                                                                               | Sol Zanetti            | Option nationale   | 782            | 2,5 %  | -     |
|                                                                                               | Sébastien Dumais       | Parti nul          | 384            | 1,2 %  | -     |
|                                                                                               | Andrés Garcia          | Conservateur       | 246            | 0,8 %  | -     |
|                                                                                               | José Breton            | Indépendant        | 93             | 0,3 %  | -     |
|                                                                                               | Claude Moreau          | Marxiste-léniniste | 43             | 0,1 %  | -     |
| Total                                                                                         | Total                  | Total              | 31 248         | 100 %  |       |
| Le taux de participation lors de l'élection était de 67,9 % et 427 bulletins ont été rejetés. |                        |                    |                |        |       |

|                                                                                               | Nom                    | Parti              | Nombre de voix | %      | Maj. |
| --------------------------------------------------------------------------------------------- | ---------------------- | ------------------ | -------------- | ------ | ---- |
|                                                                                               | André Drolet (sortant) | Libéral            | 9 965          | 30,6 % | 651  |
|                                                                                               | Pierre Châteauvert     | Parti québécois    | 9 314          | 28,6 % | -    |
|                                                                                               | Johanne Lapointe       | Coalition avenir   | 8 894          | 27,3 % | -    |
|                                                                                               | Élaine Hémond          | Québec solidaire   | 2 598          | 8 %    | -    |
|                                                                                               | Christian St-Pierre    | Option nationale   | 1 289          | 4 %    | -    |
|                                                                                               | Debelle Michel         | Indépendant        | 222            | 0,7 %  | -    |
|                                                                                               | Simon Beaudoin         | Union citoyenne    | 84             | 0,3 %  | -    |
|                                                                                               | Steve Nadeau           | Équipe autonomiste | 77             | 0,2 %  | -    |
|                                                                                               | Claude Moreau          | Marxiste-léniniste | 64             | 0,2 %  | -    |
|                                                                                               | Oxana Vassiltchenko    | Unité nationale    | 56             | 0,2 %  | -    |
| Total                                                                                         | Total                  | Total              | 32 563         | 100 %  |      |
| Le taux de participation lors de l'élection était de 71,1 % et 475 bulletins ont été rejetés. |                        |                    |                |        |      |

|                                                                                               | Nom                              | Parti               | Nombre de voix | %      | Maj.  |
| --------------------------------------------------------------------------------------------- | -------------------------------- | ------------------- | -------------- | ------ | ----- |
|                                                                                               | André Drolet                     | Libéral             | 11 674         | 41,7 % | 4 203 |
|                                                                                               | Hélène Guillemette               | Parti québécois     | 7 471          | 26,7 % | -     |
|                                                                                               | Jean-François Gosselin (sortant) | Action démocratique | 7 307          | 26,1 % | -     |
|                                                                                               | Jean-Yves Desgagnés              | Québec solidaire    | 1 238          | 4,4 %  | -     |
|                                                                                               | José Breton                      | Indépendant         | 316            | 1,1 %  | -     |
| Total                                                                                         | Total                            | Total               | 28 006         | 100 %  |       |
| Le taux de participation lors de l'élection était de 58,6 % et 453 bulletins ont été rejetés. |                                  |                     |                |        |       |

|                                                                                               | Nom                      | Parti                 | Nombre de voix | %      | Maj.  |
| --------------------------------------------------------------------------------------------- | ------------------------ | --------------------- | -------------- | ------ | ----- |
|                                                                                               | Jean-François Gosselin   | Action démocratique   | 13 865         | 39,9 % | 3 680 |
|                                                                                               | Michel Després (sortant) | Libéral               | 10 185         | 29,3 % | -     |
|                                                                                               | Christian Simard         | Parti québécois       | 7 990          | 23 %   | -     |
|                                                                                               | Jean-Yves Desgagnés      | Québec solidaire      | 1 236          | 3,6 %  | -     |
|                                                                                               | Lucien Rodrigue          | Vert                  | 1 159          | 3,3 %  | -     |
|                                                                                               | José Breton              | Indépendant           | 131            | 0,4 %  | -     |
|                                                                                               | Danielle Benny           | Démocratie chrétienne | 116            | 0,3 %  | -     |
|                                                                                               | Jean Bédard              | Marxiste-léniniste    | 100            | 0,3 %  | -     |
| Total                                                                                         | Total                    | Total                 | 34 782         | 100 %  |       |
| Le taux de participation lors de l'élection était de 72,6 % et 321 bulletins ont été rejetés. |                          |                       |                |        |       |

|                                                                                               | Nom                      | Parti               | Nombre de voix | %      | Maj.  |
| --------------------------------------------------------------------------------------------- | ------------------------ | ------------------- | -------------- | ------ | ----- |
|                                                                                               | Michel Després (sortant) | Libéral             | 15 547         | 44,2 % | 6 139 |
|                                                                                               | Robert Caron             | Parti québécois     | 9 408          | 26,8 % | -     |
|                                                                                               | Aurel Bélanger           | Action démocratique | 8 912          | 25,3 % | -     |
|                                                                                               | Jean-Yves Desgagnés      | Indépendant         | 714            | 2 %    | -     |
|                                                                                               | Nicolas Frichot          | Bloc pot            | 390            | 1,1 %  | -     |
|                                                                                               | Jean Bédard              | Marxiste-léniniste  | 185            | 0,5 %  | -     |
| Total                                                                                         | Total                    | Total               | 35 156         | 100 %  |       |
| Le taux de participation lors de l'élection était de 72,2 % et 391 bulletins ont été rejetés. |                          |                     |                |        |       |